# Municipio de Yava
Dzau, Java o Yava — en georgiano: ჯავის რაიონი [Dzavis raioni]; en osetio: Дзауы район [Dzaui raioni]; en ruso: Дзауский район [Dzauski raion]— es un Municipio de Georgia —raión— que se encuentra en la región de Shida Kartli. El pueblo de Kvaisa se encuentra en la parte occidental del distrito.

## Estatus internacional
Desde 1992 el Gobierno georgiano no ejerce el control efectivo del distrito. Zonas de la parte occidental del distrito de Dzau establecida por la organización territorial soviética de Osetia del Sur, el Gobierno de Georgia las separó del distrito e incorporó administrativamente a la región georgiana de Racha-Lechjumi y Kvemo Svaneti.

## Transporte
El Túnel de Roki, paso estratégico que enlaza Osetia del Sur con Rusia se encuentra al noreste del distrito.
- Datos: Q893278
- Multimedia: Java District / Q893278